# 藤岡ジャンクション

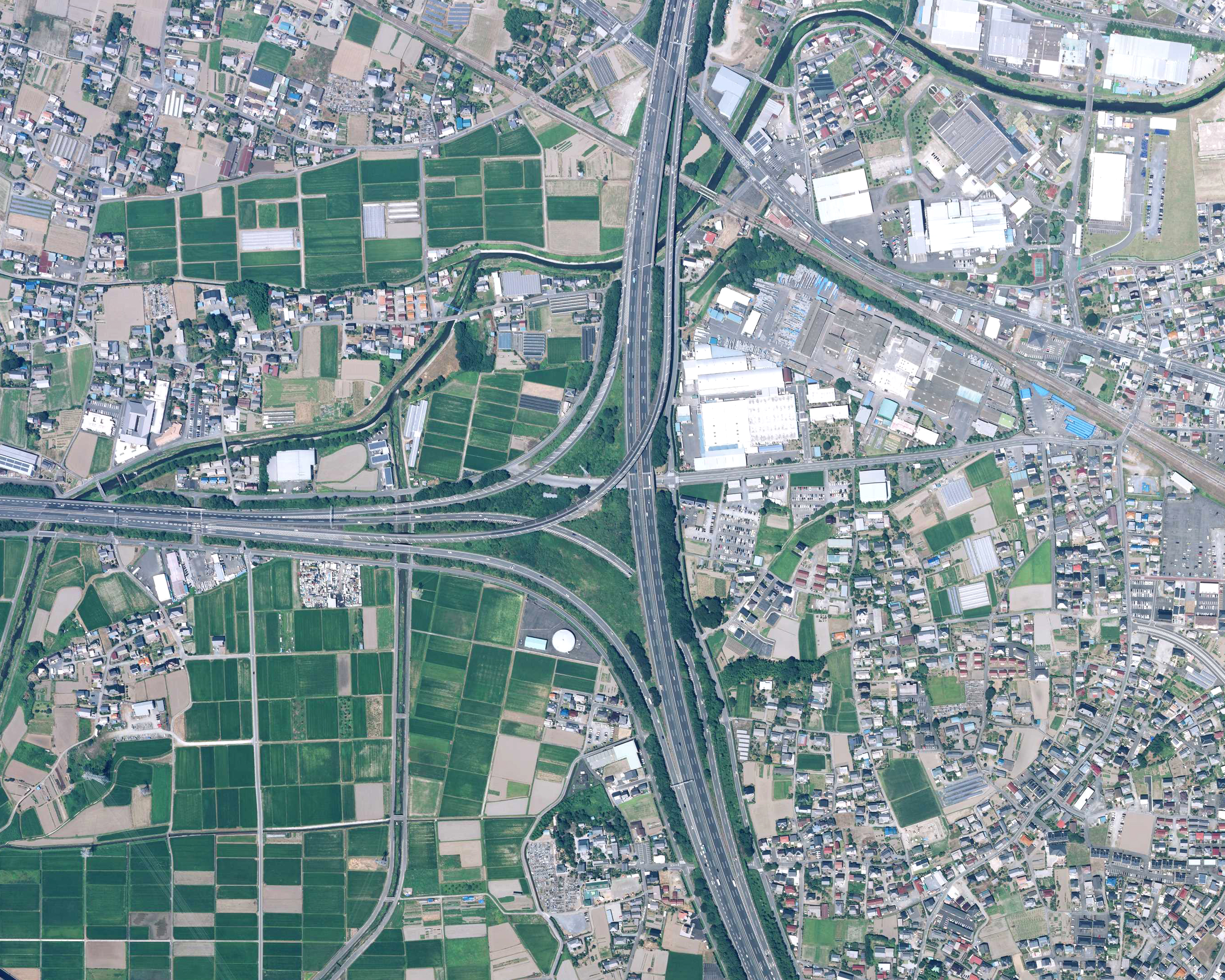
藤岡ジャンクション周辺の空中写真。
。
（2020年8月11日撮影の画像を使用作成。）

藤岡ジャンクション（ふじおかジャンクション）は、群馬県藤岡市岡之郷にある、関越自動車道と上信越自動車道を接続するジャンクション (JCT) である。
1980年の開通当初は関越道が前橋インターチェンジ (IC) まで開通した際に、関越道の支線(藤岡支線)として藤岡ICと合わせて開通した。そのため、当JCTは1993年に上信越道が佐久ICまで延伸するまでは実質的に藤岡ICの補助的な施設に過ぎなかった。
上り線は関越道と上信越道からの車が合流するため、特にお盆など車が多い時期には渋滞しやすい。

## 接続する路線
- E17 関越自動車道（9番）
- E18 上信越自動車道(9番)

## 歴史
- 1980年（昭和55年）7月17日：関越道東松山IC - 前橋ICの開通に伴い、藤岡ICとの連結施設として供用開始(当時の上信越道は「関越自動車道藤岡支線」)。
- 1993年（平成5年）3月27日：上信越道藤岡IC - 佐久ICの開通に伴い、当JCT - 藤岡ICが上信越道に編入される。

## 隣
E17 関越自動車道
(8) 本庄児玉IC - (8-1) 上里SA/SIC - (9) 藤岡JCT - (9-1) 高崎玉村SIC - (9-2) 高崎JCT - (10) 高崎IC
E18 上信越自動車道
(9) 藤岡JCT - (1) 藤岡IC/PA（PAは上り線のみ）